# Entomacrodus rofeni
Entomacrodus rofeni är en fiskart som beskrevs av Springer, 1967. Entomacrodus rofeni ingår i släktet Entomacrodus och familjen Blenniidae. Inga underarter finns listade i Catalogue of Life.